# Vieux-Condé
Vieux-Condé település Franciaországban, Nord megyében. Lakosainak száma 10 455 fő (2022. január 1.). Vieux-Condé Péruwelz, Condé-sur-l’Escaut, Fresnes-sur-Escaut, Hergnies és Odomez községekkel határos.

## Népesség
A település népessége az elmúlt években az alábbi módon változott:
| Lakosok száma | 9877 | 10 206 | 10 472 | 10 469 | 10 374 | 10 465 | 10 409 | 10 446 | 10 455 |
|               | 2013 | 2015   | 2016   | 2017   | 2018   | 2019   | 2020   | 2021   | 2022   |